# 薩洛妮亞·瑪提迪雅
薩洛妮亞·瑪提迪雅（Salonia Matidia，68年7月4日—119年12月23日）是羅馬「五賢帝」之一圖拉真的外甥女。她的父親是羅馬民選官蓋烏斯·薩洛尼烏斯·馬提狄烏斯·帕特魯伊努斯，母親是圖拉真的姊姊烏爾皮婭·瑪琪雅娜。

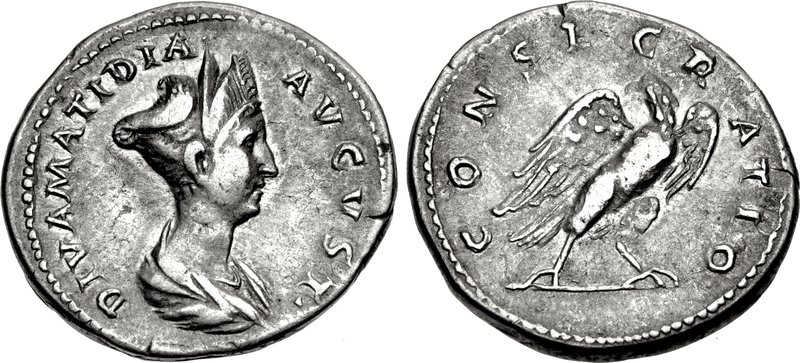
薩洛妮亞·瑪提迪雅的錢幣

瑪提迪雅共結婚三次：第一任丈夫是盧基烏斯·維比烏斯·薩比努斯，他們的女兒薇比亞·薩比娜後來成為哈德良的皇后。第二任丈夫是盧基烏斯·明狄烏斯，他們也有一個女兒小瑪提迪雅。最後一任丈夫是利波·弗魯基，他們的女兒是盧庇莉婭·福斯蒂娜。